# Edixon Perea
Edixon Perea Valencia (Cali, 20 april 1984) is een Colombiaanse voetballer die sinds 2010 speelt voor het Spaanse UD Las Palmas.

## Clubcarrière
In 2005 kwam Perea voor 2,5 miljoen euro naar Europa waar hij een 4-jarig contract tekende bij de Franse eersteklasser Bordeaux. Hij debuteerde in de wedstrijd tegen AS Monaco op 20 augustus 2005.
In zijn eerste twee seizoenen werd nog regelmatig een beroep gedaan op de Colombiaan. Na de komst van trainer Laurent Blanc bij de Franse club, mocht Perea nog maar één keer opdraven in het seizoen 2007-2008. Hij was invaller in de UEFA Cup wedstrijd tegen Panionios op 19 december 2007. Bij gebrek aan kansen door de aanwezigheid van grote concurrentie (zoals Bellion, Cavenaghi en Chamakh), besluiten de speler en club in de winterstop uit elkaar te gaan.
Edixon Perea keerde in januari 2008 terug naar Zuid-Amerika waar het Braziliaanse Grêmio Porto Alegre 885.000 euro betaalde als afkoopsom voor het tot juni 2009 lopende contract.
In 2010 trok hij naar de Spaanse tweedeklasser UD Las Palmas.

## Interlandcarrière
Perea speelde tot dusver 26 interlands voor de Colombiaanse nationale ploeg, waarin hij negen keer scoorde. Hij maakte deel uit van de Colombiaanse selectie voor de Copa América 2007. Perea maakte zijn debuut op 9 juli 2004 in het Copa América-duel tegen Bolivia. Daarin nam hij de enige treffer voor zijn rekening.

## Erelijst
Girondins de Bordeaux
- Coupe de la Ligue

2007